# Austin Princess
Austin Princess är en serie personbilar, tillverkad av de brittiska biltillverkarna Austin och Vanden Plas mellan 1947 och 1968.

## Austin A125 Sheerline (1947-54)
Austin hade alltsedan starten byggt bilar i alla storleksklasser. Företagets första nykonstruktion efter andra världskriget var en bil i största klassen. 
A125 Sheerlines konstruktion visade även vägen för Austins första generation efterkrigsbilar. Bilen var byggd på en separat ram, med individuell framvagnsupphängning med skruvfjädrar och stel bakaxel med bladfjädrar. Motorn var modern för tiden med toppventiler. Till den var kopplad en fyrväxlad växellåda med osynkroniserad förstaväxel. Karossen, som ritades och byggdes av Austin själva, var byggd av pressat stål.
Ytterst få Sheerline-bilar (liksom systermodellen Princess) såldes till privatkunder. Bilen passade bättre i officiella sammanhang. Vanliga kunder var borgmästare i ett antal brittiska städer och brittiska ambassader utomlands. En annan stor kundgrupp var hyrbilsförmedlare som hyrde ut passande fordon till bröllop och begravningar. Många Sheerline-chassin försågs med ambulans- och likbilskarosser.

## Austin A135 Princess (1947-59)
1946 köpte Austin Motor Company karossmakaren Vanden Plas. Första uppdraget för den nya ägaren blev att bygga specialkarosser på A125 Sheerline-chassit. Vanden Plas byggde en sexsitsig sedan och en åttasitsig limousine, som marknadsfördes som en egen modellserie, A135 Princess. Bilarna hade en starkare tvåförgasarmotor, i övrigt var mekaniken identisk med Sheerline-modellen. Vanden Plas byggde sina karosser enligt den traditionella metoden, med en ram av trä som kläddes med aluminium- och stålplåtar.
De första Princess-bilarna, Mk I, introducerades tillsammans med A125 Sheerline 1947.
1950 kom Mk II-modellen, med lätta modifieringar av karosserna. 1952 ersattes limousinen av en helt ny modell, se här nedan.
Hösten 1953 kom Mk III-modellen, med en modifierad kylarmaskering.
Mk IV-modellen från 1956 innebar en omfattande uppdatering. Bilen hade en helt ny kaross, byggd på längre hjulbas. Motorn blev starkare och automatlåda från General Motors och servostyrning infördes.
I augusti 1957 försvann märkesnamnet Austin från Princess-bilarna och Princess blev ett eget bilmärke. Detta hjälpte dock inte upp försäljningen och när tillverkningen upphörde 1959 hade endast 200 Mk IV-bilar byggts.

## Princess 4-litre Limousine (1952-68)
1952 presenterade Vanden Plas en helt ny limousinekaross på Sheerline/Princess-chassit. Bilen kom att tillverkas under flera olika märkesnamn fram till 1968, då British Leyland tagit över.
Bilen såldes under de första åren som Austin Princess 4-litre Limousine, men i augusti 1957 försvann märkesnamnet Austin och Princess blev ett eget bilmärke. Detta visade sig vara en temporär lösning och 1960 bytte bilen återigen namn, nu till Vanden Plas Princess 4-litre Limousine.
I samband med att Princess Mk IV-modellen introducerades 1956, infördes automatlåda från General Motors och servostyrning som tillval även på limousinen. Sommaren 1958 flyttades chassimonteringen till Vanden Plas fabrik i Kingsbury, London, som därefter byggde kompletta bilar. I samband med namnbytet till Vanden Plas skedde en lätt uppdatering av karossen, men därefter lämnades bilen oförändrad fram till slutet 1968.
BMC arbetade på en efterträdare under sextiotalet, men vid förhandlingarna inför bildandet av British Motor Holdings 1966 kom det fram att även Daimler hade en ny limousine under utveckling. Det hela slutade med att BMC lade ner tillverkningen av stora limousiner mot att Vanden Plas fick tillverka den nya Daimler DS420.

## Motor
Motorn i Sheerline/Princess-serien konstruerades i slutet av trettiotalet för att användas i Austins lastbilar.
Tidiga Sheerline- och Princess-bilar använde en 3,5-litersversion av motorn. Den var dock alltför svag för de tunga bilarna och redan efter några månader infördes den fyralitersmotor som användes under resten av tillverkningstiden.
Den stora sexan kallas ofta BMC:s D-motor, trots att den konstruerades långt innan British Motor Corporation bildades och inte användes i någon annan personbil från BMC.
| Modell        | Motor              | Cylindervolym | Effekt | Bränslesystem    |
| ------------- | ------------------ | ------------- | ------ | ---------------- |
| A125          | 6-cyl radmotor ohv | 3993 cm³      | 125 hk | Enkel förgasare  |
| A135 Mk I-III | 6-cyl radmotor ohv | 3993 cm³      | 130 hk | Dubbla förgasare |
| A135 Mk IV    | 6-cyl radmotor ohv | 3993 cm³      | 150 hk | Dubbla förgasare |
| Princess Limo | 6-cyl radmotor ohv | 3993 cm³      | 120 hk | Enkel förgasare  |